# Saharat Thai Doem

bandeira de Saharat Thai Doem

Saharat Thai Doem ( em tailandês:  สหรัฐไทยเดิม ' Ex Territórios Tailandeses Unificados ' ) foi uma divisão administrativa da Tailândia. Abrangia partes dos Estados Shan da Birmânia britânica anexadas pelo governo tailandês após a conquista japonesa da Birmânia .
Por meio dessa anexação, a Tailândia alinhada ao Eixo expandiu-se para o norte até o paralelo 22º norte e ganhou uma fronteira com a China. Chiang Tung (Kengtung) era a sede administrativa da província. Depois que o governo Phibun caiu em agosto de 1944, o novo governo tailandês comunicou aos britânicos que renunciava a todas as reivindicações aos Estados Shan e ao norte da Malásia e que devolveria imediatamente os territórios à Grã-Bretanha. O governo de Churchill não aceitou a abertura tailandesa e estava preparado para retaliar. O exército tailandês evacuou em agosto de 1945.

## História

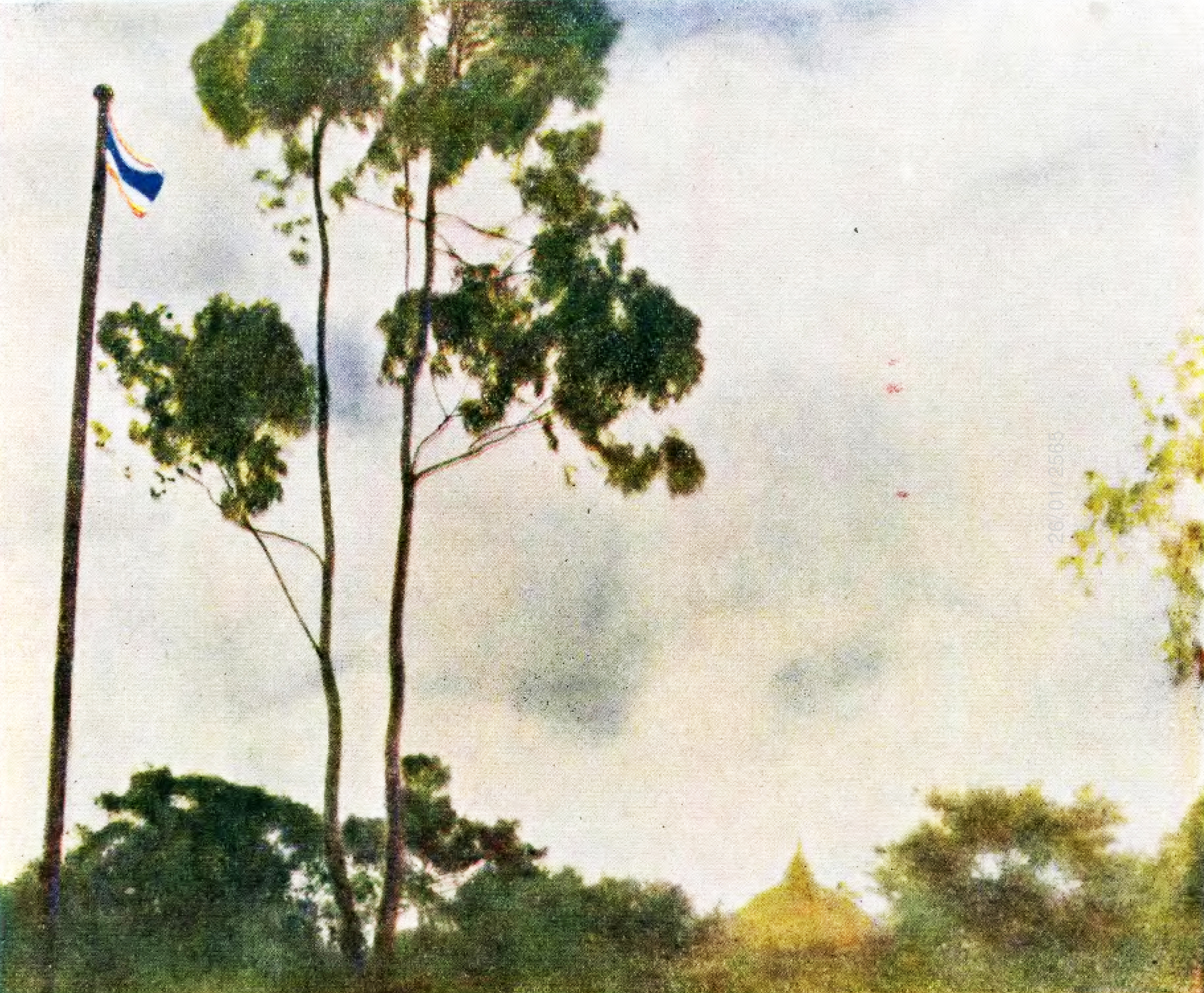
A bandeira tailandesa foi hasteada em Kengtung

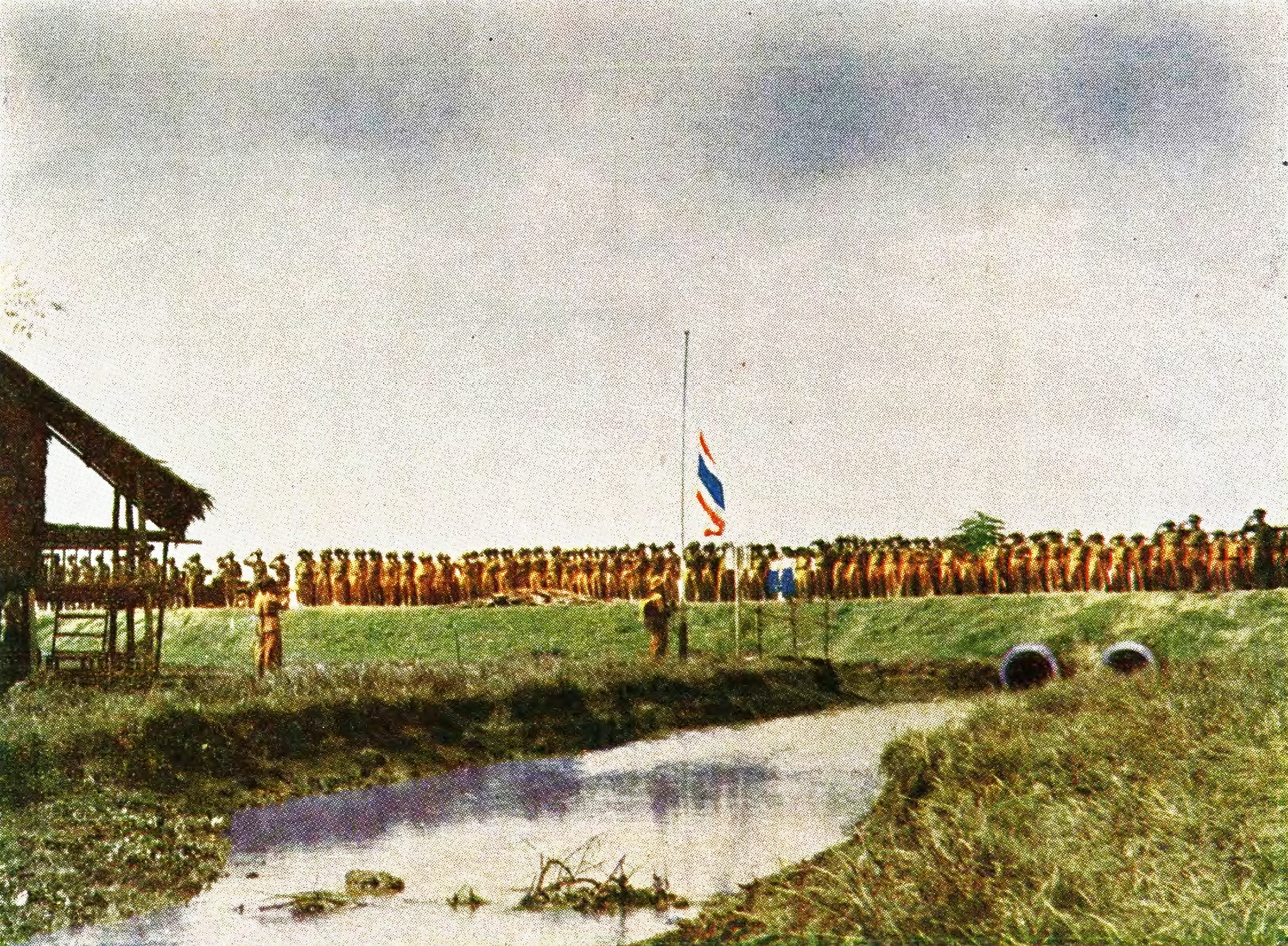
Soldados tailandeses e funcionários do governo ocupando uma aldeia birmanesa

O primeiro-ministro tailandês, Plaek Phibunsongkhram, assinou um acordo secreto com o Império Japonês em 14 de dezembro de 1941 e comprometeu as forças armadas tailandesas a participar da planejada Campanha Malaia e da Campanha da Birmânia . Uma aliança entre a Tailândia e o Japão foi assinada em 21 de dezembro de 1941. Em 25 de janeiro de 1942, o governo tailandês, acreditando que os Aliados haviam derrotado, declarou guerra aos Estados Unidos e ao Reino Unido. Como recompensa por firmar uma aliança militar com eles, os japoneses concordaram em devolver à Tailândia Kedah, Perlis, Kelantan e Terengganu, as quatro províncias malaias cedidas aos britânicos em 1909, bem como partes do estado de Shan na Birmânia britânica que foram considerados "territórios perdidos" da Tailândia.
De acordo com a aliança militar tailandesa com o Japão, assinada em 21 de dezembro de 1941, os japoneses concordaram que a área do leste do estado de Shan, a leste do Salween, ficaria sob administração tailandesa.
Em 1942, o Exército Imperial Japonês (IJA) acompanhado pelo Exército Phayap tailandês invadiu os Estados Federados Shan da Tailândia. A defesa dos Estados Shan foi deixada para as forças nacionalistas chinesas, a pedido dos britânicos. A 93ª Divisão do Exército Chinês defendeu Kengtung, enquanto as 249ª e 55ª Divisões guardaram de Kengtung aos Estados Karenni ao longo da fronteira tailandesa. As forças japonesas com poder aéreo superior desalojaram as forças nacionalistas chinesas em novembro de 1942. O IJA permitiu que o Exército Phayap ocupasse todo o estado de Kengtung e os quatro distritos trans- Salween de Möng Tang, Möng Hang, Möng Kyawt e Möng Hta, do estado de Mongpan . Seguindo o acordo existente entre o primeiro-ministro tailandês Plaek Phibunsongkhram (Phibun) e o Império Japonês, em 18 de agosto de 1943, o governo japonês concordou com a anexação tailandesa de Kengtung e parte do estado de Mongpan (bem como a anexação de Kelantan, Trengganu, Kedah, Perlis estados e ilhas próximas na Malásia. )  O governo tailandês queria os dois distritos de Möngmaü e Mehsakun de Mawkmai dos estados de Shan do sul, bem como parte de Kantarawadi nos estados de Karenni, todos a leste do rio Salween, mas os japoneses os designaram para seu estado cliente de Birmânia em setembro de 1943.

Tailândia durante a Segunda Guerra Mundial, com Saharat Thai Doem sendo representado no lado norte

Panglong, uma cidade muçulmana chinesa na Birmânia britânica, foi totalmente destruída pelos invasores japoneses na invasão japonesa da Birmânia . O Hui Muslim Ma Guanggui tornou-se o líder da guarda de autodefesa Hui Panglong criada por Su, que foi enviada pelo governo Kuomintang da República da China para lutar contra a invasão japonesa de Panglong em 1942. Os japoneses destruíram Panglong, queimando-o e expulsando as mais de 200 famílias Hui como refugiados. Yunnan e Kokang receberam refugiados Hui de Panglong expulsos pelos japoneses. Um dos sobrinhos de Ma Guanggui era Ma Yeye, filho de Ma Guanghua e ele narrou a história de Panglang incluindo o ataque japonês. Um relato do ataque japonês ao Hui em Panglong foi escrito e publicado em 1998 por um Hui de Panglong chamado "Panglong Booklet". O ataque japonês na Birmânia fez com que a família Hui Mu buscasse refúgio em Panglong, mas eles foram expulsos novamente de Panglong para Yunnan quando os japoneses atacaram Panglong.
O exército tailandês permaneceria lá até o final da guerra, embora o governo tailandês tenha começado a alterar sua posição quando a maré da guerra começou a favorecer os aliados. Depois que o governo Phibun caiu em agosto de 1944, o novo governo de Khuang Aphaiwong comunicou ao governo britânico que renunciou a todas as reivindicações aos Estados Shan e ao norte da Malásia e que devolveria imediatamente os territórios à Grã-Bretanha. O governo de Churchill não aceitou a abertura tailandesa e estava preparado para retaliar. O exército tailandês evacuou os dois estados Shan apenas em agosto de 1945.

## Administração

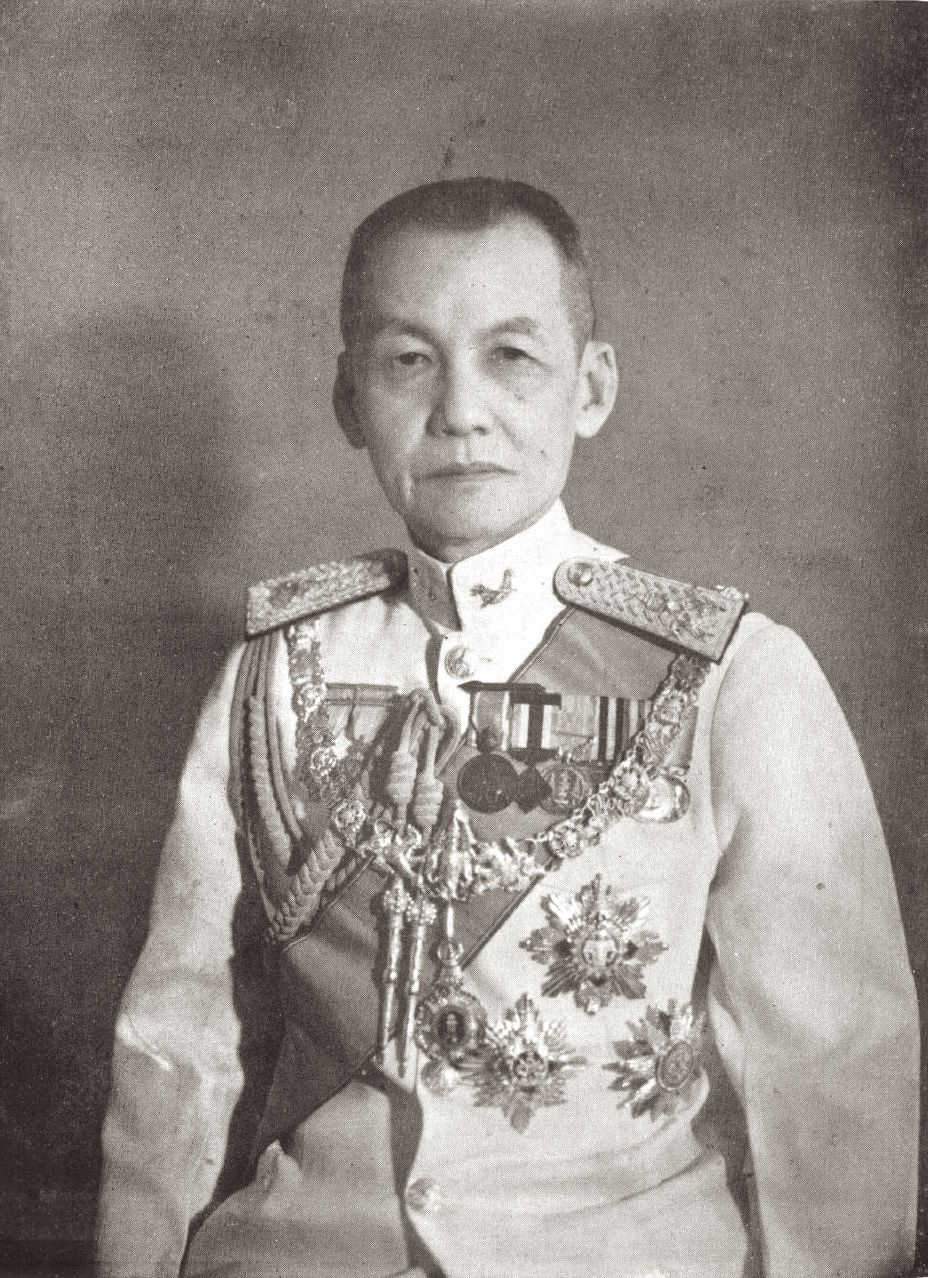
Phin Choonhavan, governador militar tailandês do Saharat Thai Doem

Uma administração rudimentar foi estabelecida no início da invasão com Kengtung como centro. Composto principalmente por pequenas comunidades rurais, durante a ocupação o território tailandês no estado de Shan permaneceu um lugar amplamente esquecido. Soldados tailandeses feridos ou doentes que foram enviados a Bangkok ficaram chocados com o fato de não haver conhecimento ou preocupação sobre as dificuldades do exército tailandês do norte no território recém-anexado.

### Autoridades

#### Governador militar tailandês em Kengtung e Möngpan
- Dez 1942–1945 Phin Choonhavan (n. 1891 - d. 1973)

### Divisões administrativas

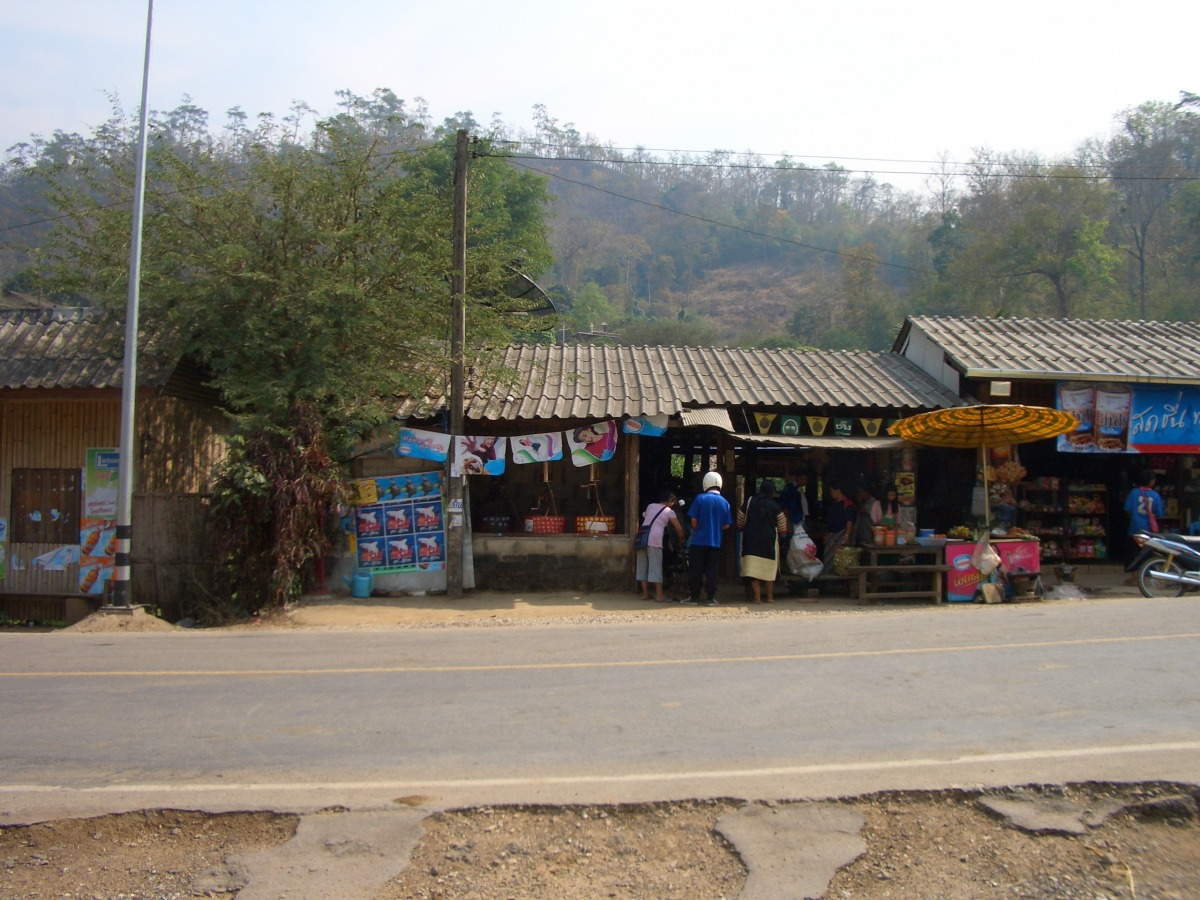
A curva norte na Rodovia 1285 de Mae Hong Son foi baseada na rede original de estradas construída em 1943 para conectar Saharat Thai Doem com o resto da Tailândia

Saharat Thai Doem foi dividido em doze distritos ( amphoe ), aos quais mais tarde um outro distrito foi adicionado. Mueang Phan era um distrito especial.
|    | Nome              | tailandês  | correspondente ao birmanês                                                                               |
| -- | ----------------- | ---------- | --- |
| 1  | Muang Chiang Tung | เมืองเชียงตุง | Distrito de Kengtung                                                                                     |
| 2  | Mueang Yong       | เมืองยอง    | Município de Mong Yawng                                                                                  |
| 3  | Mueang Phayak     | เมืองพยาค   | Distrito de Mong Hpayak                                                                                  |
| 4  | Mueang Yu         | เมืองยู้      | |
| 5  | Mueang Ching      | เมืองชิง     | |
| 6  | Mueang Ma         | เมืองมะ     | |
| 7  | Mueang Yang       | เมืองยาง    | município de Mong Yang                                                                                   |
| 8  | Mueang Khak       | เมืองขาก    | |
| 9  | Mueang Len        | เมืองเลน    | |
| 10 | Mueang Ko         | เมืองโก     | |
| 11 | Mueang Sat        | เมืองสาด    | município de Mong Hsat                                                                                   |
| 12 | Mueang Hang       | เมืองหาง    | Aldeia de Mong Hang, município de Mong Tong                                                              |
| -  | Mueang Phan*      | เมืองพาน    | Os quatro distritos de Möng Tang, Möng Hang, Möng Kyawt e Möng Hta pertencentes ao município de Mong Pan |

## Eventos históricos
- A bandeira tailandesa foi hasteada em Kengtung em 5 de junho de 1942. Kengtung (Chiang Tung) se tornaria a capital da nova província tailandesa.
- Os militares tailandeses chegaram até Mandalay, mas os japoneses apenas sancionaram a anexação de parte dos territórios conquistados. Tanques tailandeses participaram das batalhas perto de Taunggyi.
- Soldados tailandeses e japoneses se encontraram em Mandalay ( Campanha da Birmânia de 1942 ).